# 779
779 (DCCLXXIX) var ett normalår som började en fredag i den julianska kalendern.

## Händelser

### Okänt datum
- Offa av Mercia besegrar Cynewulf av Wessex och tar Bensington.
- Försvarsvallen Offa's Dyke byggs på gränsen mellan England och Wales.

## Födda
- Jia Dao, kinesisk poet och buddhistmunk (död 843)
- Yuan Zhen

## Avlidna
- Kejsar Daizong av Tang, kejsare av Kina
- Heliga Valborg